# 甲子園阪神パーク

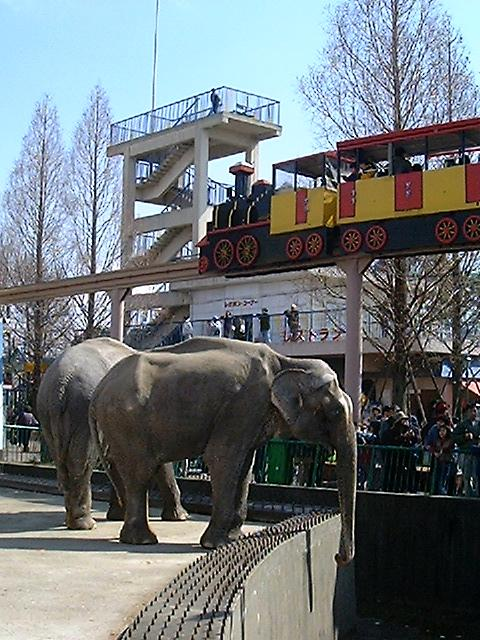
甲子園阪神パーク
2003年3月29日

甲子園阪神パーク（こうしえんはんしんパーク、1929年 - 1943年、1950年 - 2003年）は、兵庫県西宮市の甲子園地域にかつて存在した遊園地。阪神電気鉄道が所有・運営していた。

## 概説
大手私鉄各社は、沿線に遊園地を展開し、利用者の誘致を図っており、阪神パークも同じ目的を持っていた。付近には阪神甲子園球場や鳴尾競馬場等もあり、阪神電鉄にとって甲子園は一大レジャーゾーンであった。
1929年の開園時は現在の鳴尾浜公園の海側に、海にせり出す形で建設されていた。
しかし戦争の拡大により、隣接する鳴尾競馬場とともに1943年（昭和18年）に海軍基地として接収され、解体。敷地は鳴尾飛行場の滑走路となった。
戦後の1950年、阪神甲子園球場の東隣に再建された。
末期（1997年 - ）は入場無料として一部を住宅展示場にした「阪神パーク甲子園住宅遊園」となっていたが、USJ開業後の利用者の減少にともない、2003年3月30日の営業をもって閉鎖となり、跡地は商業施設「ららぽーと甲子園」になった。前後して他の関西圏の大手私鉄でも、老舗遊園地の閉鎖が相次いだ。

## 主な施設

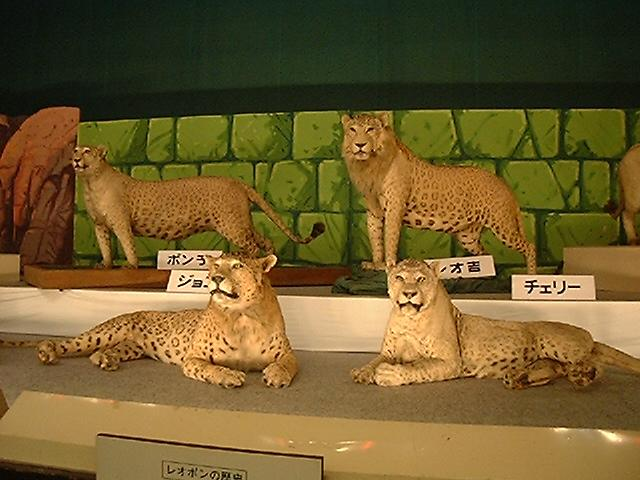
レオポンの剥製

- 動物園

ゾウやサル、キリンなどの動物やフラミンゴなどの鳥類を飼育していた。戦前には「ペンギンの海」と呼ばれる日本最大級の展示があり、ケープペンギン100羽余りを氷山を模した島で展示していた。また戦後には、ヒョウとライオンを異種交配した「レオポン」と呼ばれる珍獣も飼育しており、海外からも注目されたことがある。5頭が生まれ、最後の1頭は1985年まで生存した。閉鎖後はゾウ2頭が千葉県の市原ぞうの国に移住したほか、大阪市天王寺動物園などいくつかの動物園に移籍している。
- 阪神水族館

阪神パークオープンからしばらくして、オープンした戦前において日本最大級の水族館。館内には当時日本最大の水槽を天井に配した天井水槽や日本初の沖縄の熱帯魚の展示や、水族館としては最初期の時期の飼育とされる鯨類（カマイルカ、ハナゴンドウ）の飼育が行われ、特に専用プールでのゴンドウクジラ飼育は有名で、簡単なショーをこなすまでになったが、戦争が激しくなり閉鎖。戦後再建されることもなかった。
- 遊戯物

ジェットコースター、モノレール、観覧車、アスレチック、大飛行塔などの遊戯物があった。
- プール

「デラックスプール」（のち「ビーチプール」と改称）と呼ばれる屋外プールを夏季に営業していた。ウォーターコースター（滑り台）、人工波（プールに人工的に波を作る装置）などの設備を有した。また、1980年代前半は特設ステージにて複数の女性アイドルによるミニコンサートを実施していた。この他、スイミングスクールも営業していた。場所はパークとは道路（通称：臨港線）を挟んだ南側にあり、現在はららぽーと甲子園の駐車場となっている。
- スケート場

冬季は、南東端の臨港線沿いにあった敷地内駐車場の一部（現在はイトーヨーカドーの駐輪場スペース辺り）を使ってオープンスケートリンクを営業し、スケート教室も開かれていた。
- 住宅展示場

震災後に利用者が激減したため、1997年に園内に住宅展示場を設置した。入場料が無料になったため、この年以降、入場者数はカウントされなくなった。レジャー施設の住宅展示場への転用は南海ホークスの本拠地であった大阪スタヂアムにも実例があったが、遊園地の衰退ぶりを物語るものとなってしまった。
| 阪神国道線の保存車 1（元27） |  | 215 |
| 阪神国道線の保存車 1（元27） |  | 215 |

- その他
  - イベントを開催する演芸ホールがあった。のちに子供向けのちびっこホールに改装されている。
  - 1975年に廃止された路面電車の阪神国道線で使われていた、1形27号車（展示の際、車体表記を1に変更）と201形215号車をスケートリンク脇にて展示していたが、1991年のリニューアル時前後に撤去された[1]。なお、スケートリンク営業時はこの車内が休憩所として利用されていた。
  - 厳密には園内ではないが、敷地内にはボウリング場「甲子園ボウル」があった[* 4]。

## 歴史
- 1929年（昭和4年）7月6日 - 甲子園娯楽場を浜甲子園に開場
- 1932年（昭和7年）9月 - 「浜甲子園阪神パーク」に改称するとともに、動物園や水族館を併設。
- 1943年（昭和18年）4月12日 - 太平洋戦争の影響で閉鎖
- 1950年（昭和25年）4月25日 - 敷地を移転したうえで、「甲子園阪神パーク」として開業。
- 1958年（昭和33年）秋 - 園内で科学博覧会を開催。当初は会期中のみ公開されていたプラネタリウムは、会期後も常設の施設として1980年（昭和55年）頃まで営業されていた。
- 1959年（昭和34年）11月3日 - レオポンの最初の2頭が生まれる（1961年（昭和36年）6月29日に3頭が生まれ、5頭に）
- 1964年（昭和39年）6月7日 - デラックスプールを開設（1995年（平成7年）8月1日に「甲子園ビーチプール」としてリニューアル）
- 1968年（昭和43年）9月10日 - 園内の園芸部門を母体に、阪神園芸を設立（閉園後も甲子園球場のグラウンド整備などの事業会社として存続）。
- 1971年（昭和46年）11月27日 - アイススケートリンクを開設
- 1973年（昭和48年） - 年間の入場者数がピーク（約135万人）に達する
- 1985年（昭和60年）7月19日 - レオポンの最後の1頭が死亡
- 1991年（平成3年）3月 - 幼児向けに遊戯物などをリニューアル
- 1995年（平成7年）1月17日 - 営業開始前の5:46に発災した阪神・淡路大震災の影響で、園内に液状化現象が発生。阪神電車の全面復旧を優先させたため[2]半年間の営業休止を余儀なくされた。
- 1995年（平成7年）7月1日 - 入園料を値下げして[3]営業再開[4]
- 1996年（平成8年）11月5日 - リニューアル工事のため一時休園[5]
- 1997年（平成9年）3月22日 - 入園無料の「阪神パーク甲子園住宅遊園」へリニューアル（ただし遊戯施設の利用料金の変更はない）[6]
- 2000年（平成12年）3月5日 - スケートリンクの営業を終了
- 2003年（平成15年）3月31日 - 閉園
- 2004年（平成16年）11月25日 - 跡地にららぽーと甲子園が開業（メインテナントはイトーヨーカ堂）。

## 備考
- 1980年代には、『にこにこぷん』のキャラクターショーや、サンケイ新聞の主催で「インダス文明とモヘンジョダロ展」を開催したことがある[7]。
- 1993年には、阪神甲子園球場の移転候補地として挙げられていた。西梅田地区再開発着手に合わせて阪神パークを閉園し、西梅田地区再開発完了とともに跡地に新甲子園球場を建てる計画であった[8]。この新球場はドーム球場とする計画もあり、実際に阪神電鉄の首脳がアメリカのドーム球場を視察していた。
- 尼崎市立地域研究史料館では、1961年当時の個人撮影による園内映像(8分)[9]と、1954年3～5月に阪神パークと尼崎センタープール一帯を会場として開催された「尼崎大防潮堤完成記念　栄える産業博覧会」の様子を写した尼崎市広報課写真アルバム2冊などを閲覧する事が出来る[10]。
- 阪神パーク内に展示されていたレオポンの剥製のうち、「レオ吉」と「ポン子」は東京都台東区上野公園内の国立科学博物館に、「チェリー」と「ディジー」は大阪市天王寺区の大阪市天王寺動物園にそれぞれ引き取られた。なお「ジョニー」は西宮市が管理し、同市がかつて運営していたリゾート施設・リゾ鳴尾浜にて展示されていた[* 5]。
- 阪神タイガースのファンとして知られる声優・歌手の水樹奈々が2016年に阪神甲子園球場でコンサートを開催したが、公演名「NANA MIZUKI LIVE PARK 2016」は阪神パークにちなんでいる[12]。